# Rob Voerman
Rob Voerman (* 6. Mai 1966 in Deventer) ist ein niederländischer Grafiker, Bildhauer und Installationskünstler.

## Leben und Werk
1988 begann Rob Voerman ein Studium für Garten- und Landschaftsarchitektur in Wageningen. Dieses Studium schloss er nicht ab. 1990 wechselte er an die CABK (Christliche Akademie der Bildenden Künste) in Kampen, und an die Kunstuniversität „ArtEZ Art & Design Zwolle“ in Zwolle, um Bildhauerei zu studieren. Diese Ausbildung schloss er 1996 ab. Er nahm an zahlreichen internationalen Ausstellungen teil.
Er lebt und arbeitet in Arnhem.
2006 kaufte das MoMA (Museum of Modern Art) in New York drei seiner Grafiken an.

## Museen
Folgende Museen kauften Werke von Rob Voerman an:
- Museum of Modern Art in New York, USA
- Generali Foundation, Wien, Österreich
- Stedelijk Museum in Amsterdam
- UCLA Hammer Museum in Westwood, Los Angeles, USA
- Coda Museum in Apeldoorn
- Valkhof Museum in Nijmegen

## Auszeichnungen
Er wurde mit dem Euregiopreis (1. Preis 2005) und dem Grafikerpreis Gelderland (2007) ausgezeichnet.